# جوزيف ليونس
جوزيف ألوسيوس ليونس (بالإنجليزية: Joseph Lyons)‏ (حائز على وسام رفقاء الشرف) (15 سبتمبر 1879- 7 أبريل 1939) سياسي أسترالي شغل منصب رئيس وزراء أستراليا العاشر، وبقي في المنصب منذ عام 1932 حتى وفاته في عام 1939. بدأ مسيرته المهنية في حزب العمال الأسترالي (إيه إل بّي)، لكنه أصبح القائد المؤسس لحزب أستراليا المتحدة (يو إيه بّي) بعد انقسام حزب العمال في عام 1931. شغل في وقت سابق منصب رئيس وزراء تاسميانيا منذ عام 1923 حت عام 1928.
ولد ليون في ستانلي، تاسمانيا، وعمل مُدرسًا قبل دخوله عالم السياسة. كان ناشطًا في حزب العمل منذ سن مبكرة وفاز في انتخابات مجلس النواب التاسماني في عام 1909. شغل منصب أمين صندوق الدولة (1912-1914) في عهد جون إيرل، قبل أن يحل محل إيرل قائدًا للحزب في عام 1916. بعد انتخابين انتهيا في برلمانين معلقين، عُين ليونس رئيسًا لمجلس الوزراء في عام 1923 في رأس حكومة الأقلية. سعى إلى تنفيذ إصلاحات معتدلة ثم نجح في التفاوض على أزمة دستورية بشأن صلاحيات المجلس التشريعي. قاد حزب العمال في انتخابات عام 1925 إلى أول حكومة أغلبية في تاسمانيا، بيد أن الحزب خسر منصبه بعد ثلاث سنوات.
في عام 1929، استقال ليون من برلمان الولاية ليدخل السياسة الفيدرالية وفاز بمقعد في مجلس النواب، في فوز ساحق لحزب العمال في انتخابات عام 1929. عُين على الفور في مجلس الوزراء من قبل رئيس مجلس الوزراء الجديد جيمس سكولين، ليصبح المدير العام للبريد ووزير الأشغال والسكك الحديدية. في عام 1930، شغل منصب أمين الصندوق بالنيابة بينما كان سكولين في الخارج، ودخل في صراع مع التكتل السياسي لحزب العمال حول استجابة الحكومة للكساد الكبير؛ وقد فضّل السياسات المالية التقليدية. في بداية عام 1931، ترك ليونس وأتباعه حزب العمال ليصبحوا مستقلين. كانت دوافعه لترك الحزب موضع نقاش. بعد عدة أشهر اندمجت مجموعته مع الأحزاب المعارضة الأخرى ليشكلوا حزب أستراليا المتحدة؛ وانتُخب زعيمًا للمعارضة.
قاد ليون حزب أستراليا المتحدة إلى فوز ساحق في انتخابات عام 1931. مُلقبًا ب«جوي الصادق»، كان معروفًا بأنه مناضل سياسي بارع وأصبح مشهورًا لدى عامة الشعب. كانت شعبيته الخاصة عاملًا رئيسيًا في إعادة انتخاب الحكومة في عام 1934 و1937؛ كان أول رئيس مجلس وزراء يفوز بثلاثة انتخابات فيدرالية. حكم حزب أستراليا المتحدة في البداية بمفرده لكنه شكل بعد عام 1934 تحالفًا مع حزب البلد. شغل ليونس منصب أمين صندوقه حتى عام 1935 وأشرف على تعافي أستراليا من الكساد الكبير. واجه العديد من تحديات السياسة الخارجية، لكنه سرّع انتقال أستراليا نحو سياسة خارجية مستقلة. في الفترة التي سبقت الحرب العالمية الثانية، اتبعت حكومته سياسة الاسترضاء وإعادة التسليح.
توفي ليونس في نوبة قلبية في أبريل 1939، ليصبح أول رئيس وزراء أسترالي يموت في منصبه. يعتبر رئيس الوزراء الوحيد من تاسمانيا وواحدًا من اثنين من رؤساء وزراء الولاية الذي أصبحوا رؤساء لمجلس الوزراء، إلى جانب جورج ريد. بعد وفاته بعدة سنوات، أصبحت أرملته إينيد ليون أول امرأة مُنتخبة في مجلس النواب.